# Borstbeeld van Carl Linnaeus
Het borstbeeld van Carl Linnaeus is een bronzen buste van de botanicus Carl Linnaeus op het landgoed Hartekamp in Heemstede.

## Achtergrond
Carl Linnaeus (1707-1778) was een Zweeds arts, botanicus, zoöloog en geoloog. In juni 1735 promoveerde hij aan de Universiteit van Harderwijk. Via Herman Boerhaave kwam hij in contact met George Clifford, die exotische planten verzamelde in zijn oranjerie en tuin van de Hartekamp. Linnaeus trad in dienst van Clifford als diens lijfarts en hortulanus. Hij verbleef van 13 september 1735 tot 7 oktober 1737 op de Hartekamp en stelde in die tijd een catalogus samen van Cliffords collectie, die in 1738 werd gepubliceerd als Hortus Cliffortianus.
In 1775 schilderde Alexander Roslin een portret van de toen 68-jarige Linnaeus. Linnaeus beschouwde het als het beste portret dat van hem was gemaakt. Het werd een jaar na zijn overlijden tentoongesteld in het Louvre, waarop de Franse graveur Bervic er een kopergravure van maakte. De Belgische beeldhouwer Petrus Cornelius De Preter maakte in 1843 een zandstenen borstbeeld naar de gravure van Bervic.
In juni 1869 werd een cementstenen replica van De Preters buste geplaatst in een nis van de traptoren bij de voormalige hortus botanicus in Harderwijk waar Linneaus in 1735 gepromoveerd was. De replica was een geschenk van de Amsterdamse architect Nicolaas Redeker Bisdom (1830-1901), die leraar was aan de Tuinbouwschool Linnaeus in Amsterdam. In 1906 stelde Barthold van Riemsdijk van het Rijksmuseum Amsterdam voor de buste in Harderwijk te restaureren en er een aantal gipsen afgietsels van te maken. De afgietsels kwamen onder meer terecht bij de Universiteit van Amsterdam, de Rijksuniversiteit Groningen en het Stadsmuseum Harderwijk.
De Amsterdamse beeldhouwer Willem Retera, leraar aan de Kunstnijverheidsschool Quellinus, maakte aan de hand van het Hardewijkse borstbeeld het model voor de bronzen buste die in Heemstede werd geplaatst. Op 23 mei 1907 werd in Teylers Museum in Haarlem de 200e geboortedag van Linnaeus herdacht. 's Middags vertrokken de genodigden naar de Hartekamp in Heemstede, waar even ten noorden van het landhuis het borstbeeld werd onthuld. Genodigden waren onder anderen commissaris van de koningin Gijsbert van Tienhoven, burgemeester Zubli van Bennebroek, burgemeester Van Lennep van Heemstede, de Zweedse consul, diverse hoogleraren en vertegenwoordigers van botanische organisaties.

## Beschrijving
Het borstbeeld toont meer dan levensgroot het hoofd en de schouders van Linnaeus. Hij heeft op zijn hoofd een rolpruik eindigend in een haarknoop op beide schouders en is gekleed in een rokjas met grote knopen, met daaronder een openstaand vest en jabot. Hij draagt op zijn revers in een knoopsgat een linnaeusklokje en het lint met het kleinood van de Zweedse orde van de Poolster, die hem in 1753 werd verleend. De buste heeft een vierkante voet.
Het beeld staat op een sokkel van Zweeds graniet met het opschrift 

CAROLVS LINNÆVS
1707 - 1778

Carl Linnaeus
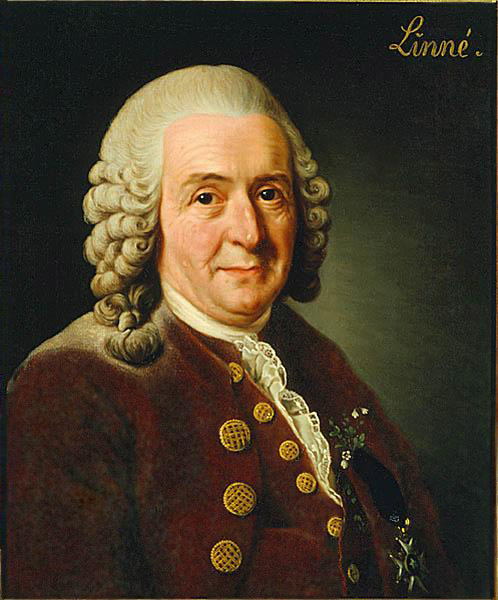
Portret door Roslin (1775)
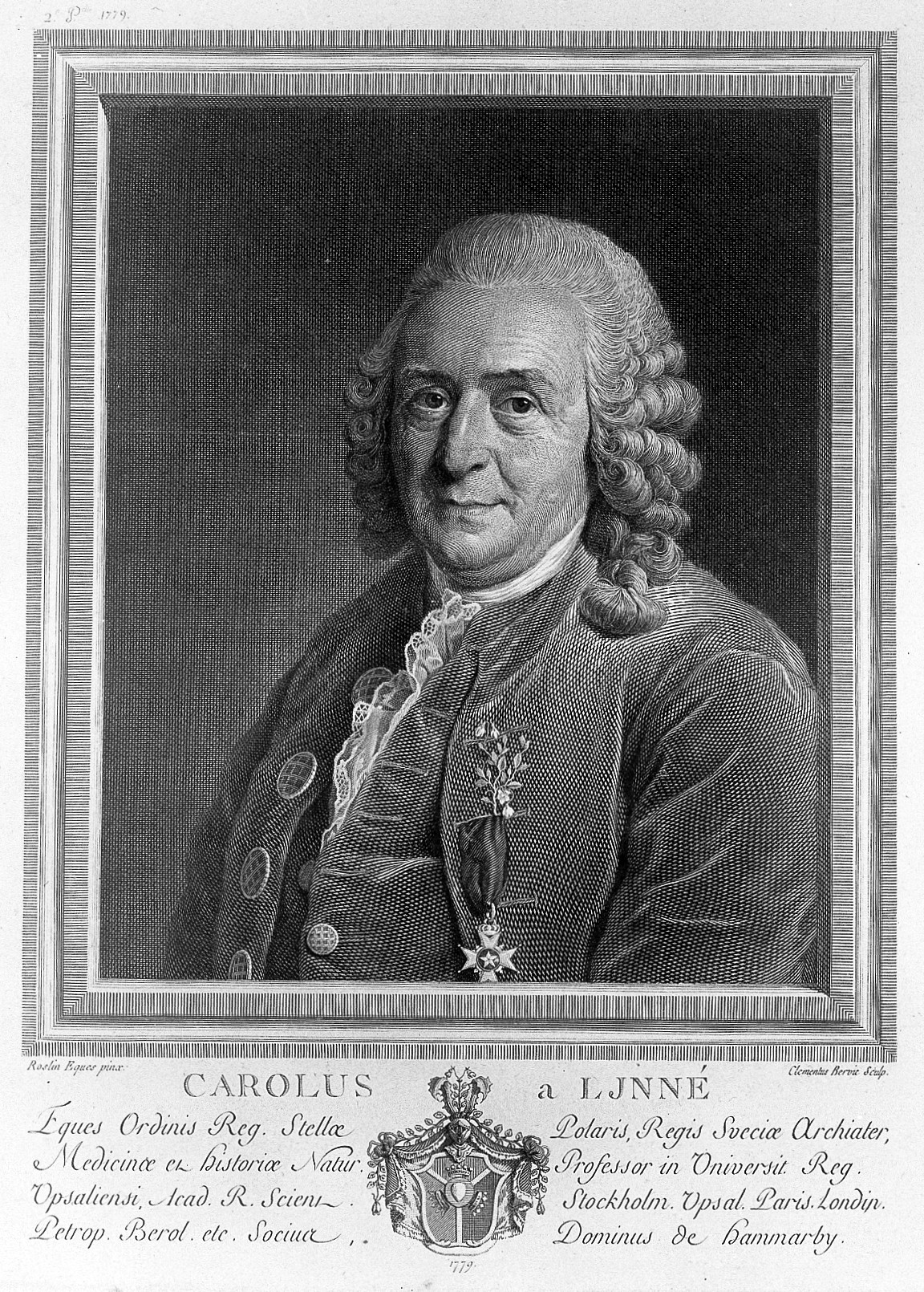
Kopergravure door Bervic (1779)
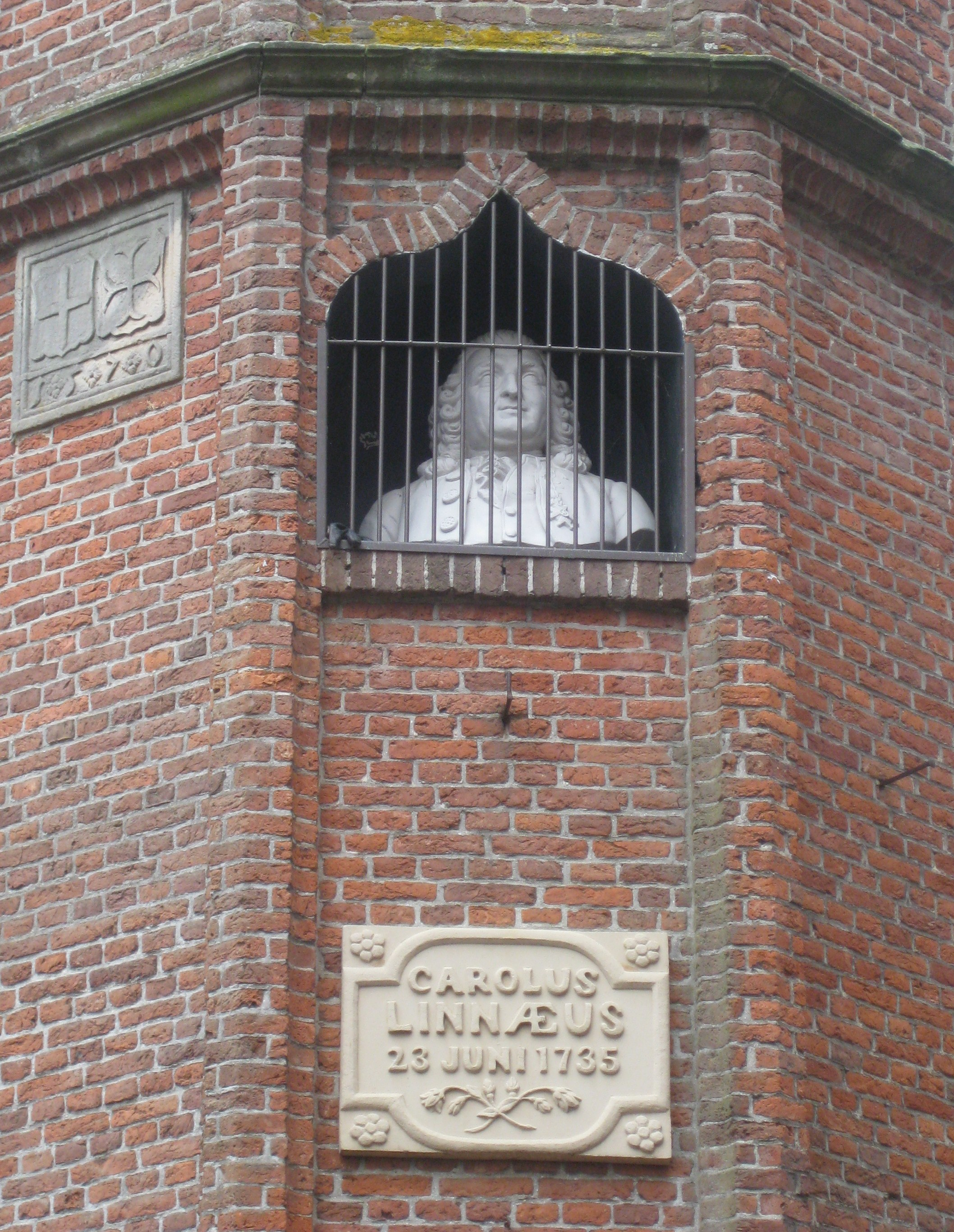
De buste in de Linnaeustoren in Harderwijk
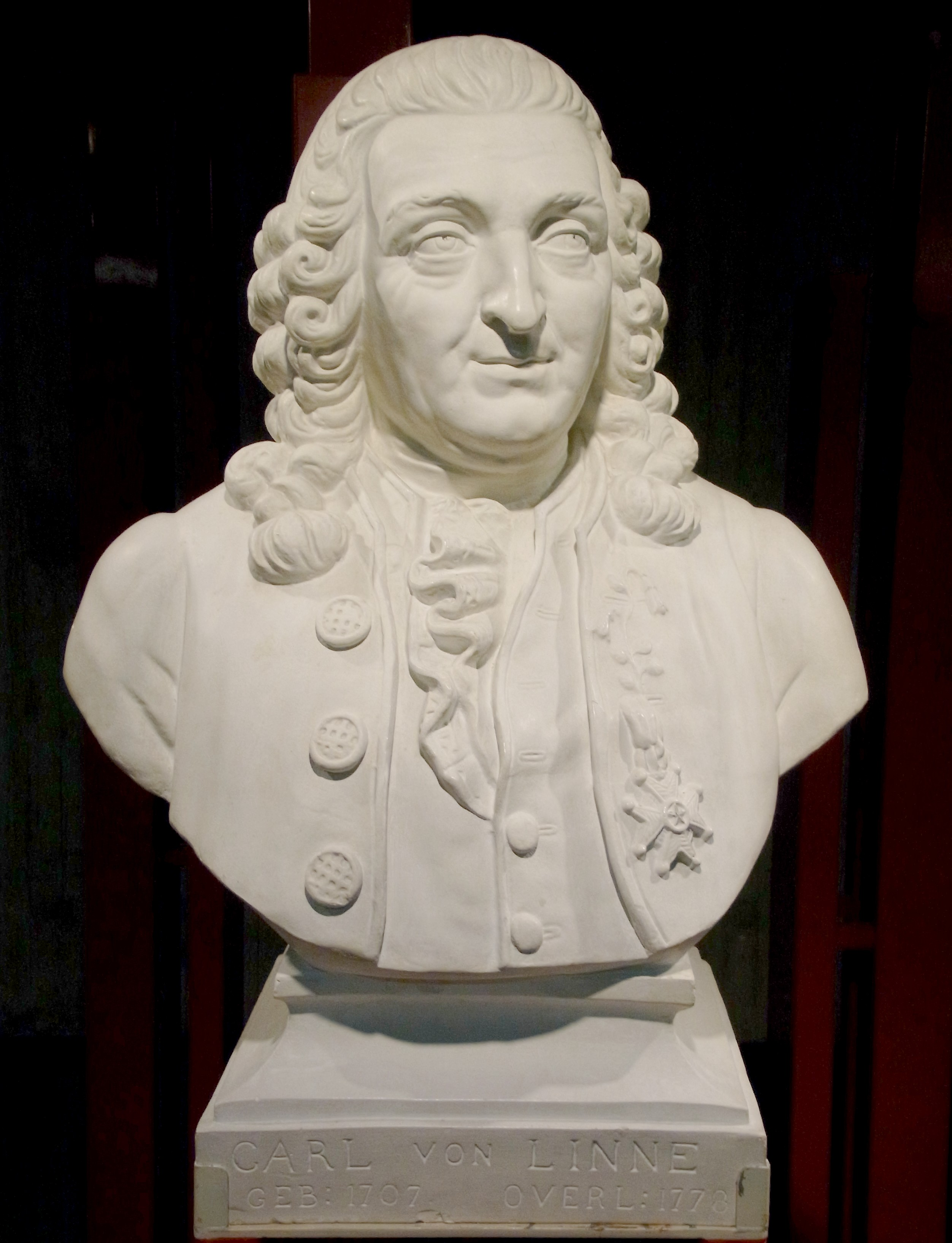
De buste in de Linnaeusborg (Zernikecomplex) te Groningen

## Waardering
Het borstbeeld in Heemstede werd in 2006 erkend als rijksmonument, het is "van algemeen cultuurhistorisch belang vanwege de herinneringswaarde aan de met de buitenplaats verbonden persoon van Carolus Linnaeus; als karakteristiek onderdeel; de decoratieve waarde op de buitenplaats."